# Wawel Hill
Wawel Hill är en kulle i Antarktis. Den ligger i Sydshetlandsöarna. Argentina, Chile och Storbritannien gör anspråk på området. Toppen på Wawel Hill är 290 meter över havet.
Terrängen runt Wawel Hill är huvudsakligen kuperad, men söderut är den platt. Havet är nära Wawel Hill åt sydväst. Trakten är glest befolkad. Närmaste befolkade plats är Commandante Ferraz Station, 4,0 kilometer norr om Wawel Hill. 